# 壇之浦之戰

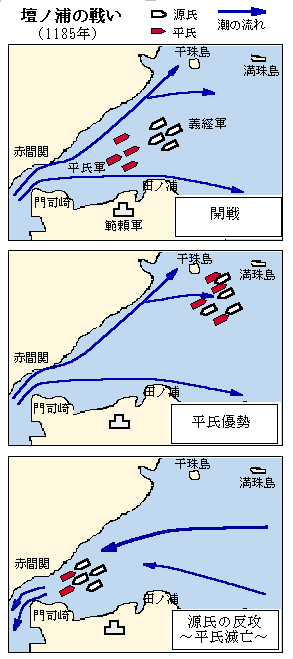
壇之浦之戰過程簡圖

壇之浦之戰（壇ノ浦の戦い）為日本平安時代末期1185年4月25日（元曆2年/壽永4年3月24日）於日本長門國壇之浦（位於今山口縣下關市）發生的一場戰役，為源平合戰的最後一戰。

## 背景
1183年（壽永2年）6月篠原之戰，平家被源義仲打敗，同年7月帶著安德天皇與三神器逃離京都；隨後，平家趁著源義仲與其堂兄源賴朝之間的對立，奪回攝津國福原京（位於今兵庫縣神戶市）。然而，1184年（壽永3年）2月一之谷之戰，平家又被打敗而逃到讚岐國屋島（位於今香川縣高松市）與長門國彥島（位於今山口縣下關市）。
源賴朝命其弟源範賴率3萬騎兵進軍山陽道，以渡過九州，阻斷平家軍後退的道路。不過，因為源範賴軍的兵糧不足，且平家軍擁有優勢的水軍抵抗，使得進軍無法順利進行。源義經見到此一情況，向後白河法皇取得了追討平家的認可，並壓制了京都內公家的反對意見，向屋島進軍。1185年（元曆2年/壽永4年）2月屋島之戰，義經奇襲並攻下了屋島，平家總大將平宗盛帶著安德天皇在瀨戶內海輾轉逃亡，最後逃到了彥島。
同時，源範賴成功地調到了兵糧與軍船，並渡過九州。於葦屋浦之戰，源範賴軍大破當地的平家軍，成功阻斷平家軍後退的道路。至此，平家軍已被孤立於彥島之中。

## 過程
屋島之戰後，平家撤退到長門的彥島據守，而源範賴和源義經亦在對岸佈陣對峙。雙方已有海戰的覺悟，開始糾集戰船，平家500艘，源氏840艘（《吾妻鏡》版本）。
儒略历1185年4月25日清晨6時許，在關門海峽的壇之浦（壇ノ浦）開戰，由平家主動展開攻擊。由於平家擅於海戰，而且潮流對平家有利，艦艇機動靈活，所以一開始平家即佔了上風。相反地，逆流進軍的源氏艦艇如陷泥沼，成為平家箭陣的活靶。此時源義經下令集中狙殺平家的水手及舵手，失去機動能力的平家艦隊反而比源氏更加動彈不得，正午過後，潮流改變，源氏順勢接近登船，展開白刃血戰，戰情也隨之逆轉。激戰過後，眼見大勢已去，平資盛、平有盛、平經盛、平教盛、平行盛等大將陸續投海身亡。平家領袖平宗盛及子平清宗、妹平德子雖然企圖跳海自盡，但為源氏士兵所救。而年僅8歲的平家血脈安德天皇（平德子所生）則由外祖母二位尼挾抱跳海身亡。据说三神器中的天叢雲劍亦在此次战役中沉入大海。
值得一提的是，傳說曾在屋島之戰中射死源義經愛將佐藤繼信的平家猛將能登守平教經，知戰不能勝便決意與源義經同歸於盡。義經見教經來勢洶洶，竟身輕如燕地從船上跳到另一船。教經欲追之，義經又躍至另一船，如此重複多達八次（八艘飛び）。最終教經力竭，隨挾兩名源軍勇士跳海，壯絕而亡。另外，平家猛將平知盛為免不能絕命，遂著重甲，負錨碇，投水而死。日暮時分，壇之浦之戰結束，歷時十八年的平氏政權宣告覆滅、平家滅亡。

## 相關藝術作品
日本薩摩琵琶演奏家、說唱家鶴田錦史 (1911-1995) 曾根據壇之浦之戰寫成琵琶說唱作品，由水木洋子作詞，刻劃平源兩家最後戰役的慘烈景況。